# Köpmansgatubron

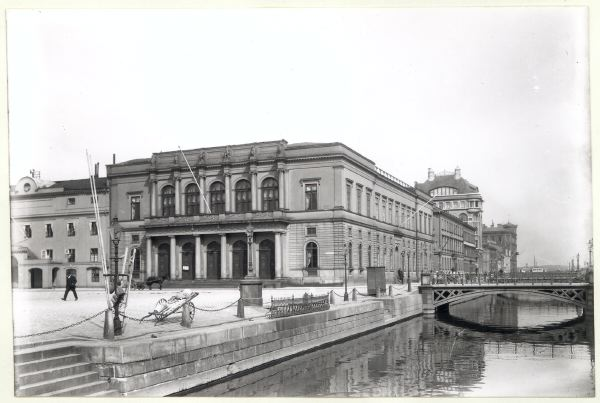
Köpmansgatubron över Östra Hamnkanalen vid Gustaf Adolfs torg och Börsen. Bildsamlingen vid Göteborgs stadsmuseum.

Köpmansgatubron över Östra Hamnkanalen.

Köpmansgatubron var en järnbro byggd 1862 över Östra Hamnkanalen i linje med Köpmansgatan i Göteborg. Bron, som ersatte en äldre välvd stenbro på samma plats, knöt samman den västra delen av Östra Hamngatan med den östra och fick sitt namn 1883. Järnbron raserades i samband med att kanalen fylldes igen 1936 och såldes för sitt materialvärde till en skrothandlare.